# Wróg publiczny nr 1
Wróg publiczny nr 1 (ang. The Public Enemy) – amerykański film gangsterski z 1931 roku w reżyserii Williama A. Wellmana. Został zrealizowany w epoce tuż przed wejściem w życie kodeksu Haysa. Zdjęcia kręcono w Los Angeles.

## Obsada
- James Cagney - Tom Powers
- Jean Harlow - Gwen Allen
- Edward Woods - Matt Doyle
- Joan Blondell - Mamie
- Donald Cook - Mike Powers
- Leslie Fenton - Nails Nathan
- Beryl Mercer - Ma Powers
- Robert O'Connor - Paddy Ryan
- Murray Kinnell - Putty Nose
- Mae Clarke - Kitty (niewymieniona w czołówce)
- Frank Coghlan Jr. - Tom jako chłopiec (niewymieniony w czołówce)
- Frankie Darro - Matt jako chłopiec (niewymieniony w czołówce)
- Robert Homans - funkcjonariusz Pat Burke (niewymieniony w czołówce)
- Sam McDaniel - kierownik sali (niewymieniony w czołówce)
- William H. Strauss - Pawnbroker (niewymieniony w czołówce)
- Mia Marvin - Jane (dziewczyna Paddy'ego Ryaa) (niewymieniona w czołówce)
- Purnell Pratt - funkcjonariusz Powers

## Nagrody i nominacje
| Nazwa nagrody | Wygrane       | Nominacje                                                                     |
| ------------- | ------------- | ----------------------------------------------------------------------------- |
| Oscar         | bez rezultatu | 1931 Najlepsze oryginalne materiały do scenariusza John Bright, Kubec Glasmon |

## Wyróżnienia
| Rok wyróżnienia | Amerykański Instytut Filmowy                                     | Miejsce                                                   |
| --------------- | ---------------------------------------------------------------- | --------------------------------------------------------- |
| 2003            | Lista 100 największych bohaterów i złoczyńców wszech czasów      | 42. miejsce wśród złoczyńców James Cagney jako Tom Powers |
| 2008            | Lista 10 najlepszych filmów w 10 klasycznych gatunkach filmowych | 8. miejsce w kategorii filmy gangsterskie                 |